# Stenelmis fursovi
Stenelmis fursovi is een keversoort uit de familie beekkevers (Elmidae). De wetenschappelijke naam van de soort werd in 1951 gepubliceerd door Philipp Adamovich Zaitzev.